# Paraclius plumicornis
Paraclius plumicornis är en tvåvingeart som beskrevs av Van Duzee 1931. Paraclius plumicornis ingår i släktet Paraclius och familjen styltflugor. Inga underarter finns listade i Catalogue of Life.